# Coquimbo
Coquimbo város Chilében. Lakosainak száma 204 068 fő (2017).

## Demográfia
A 2002-es népszámlálás 163036 embert számlált a városban. A 163036 ember közül 79428 fő férfi és 83608 fő nő nemű volt. 154316 ember (a település lakosságának 94,7%-a) a városban és 8720 ember (a település lakosságának 5,3%-a) a városhoz tartozó vidéki területeken élt.

## Történelme
1840 körül az arany- és rézipar megnövelte a város jelentőségét, és sok európai, főleg Angliából származó emberek telepedtek le Coquimboban.

## Gazdasága
Coquimbo ipari és hajózási központ.

## Fordítás
Ez a szócikk részben vagy egészben  a   Coquimbo című volapük Wikipédia-szócikk ezen változatának fordításán alapul.  Az eredeti cikk szerkesztőit annak laptörténete sorolja fel. Ez a jelzés csupán a megfogalmazás eredetét és a szerzői jogokat jelzi, nem szolgál a cikkben szereplő információk forrásmegjelöléseként.